# Benjamin Rosenbohm
Benjamin Rosenbohm, född 3 juni 2002 i Berlin, är en dansk låtskrivare och sångare. Han är en av två medlemmar i musikduon Ben & Tan, tillsammans med Tanne Balcells, som vann Dansk Melodi Grand Prix 2020.

## Diskografi

### Singlar
- 2019 – Worth A Broken Heart.[2]

## Kompositioner

### Melodifestivalen
- 2022 – Änglavakt med John Lundvik (skriven tillsammans med John Lundvik, Fredrik Sonefors, Anderz Wrethov och Elin Wrethov).
- 2023 – Comfortable med Eden (skriven tillsammans med Eden Alm, Emil Adler Lei och Julie Aagaard).